# Галерија грбова Чешке
Галерија грбова Чешке обухвата актуелни грб Чешке Републике, њене историјске грбове, као и грбове њених 14 крајева.

## Актуелни грб Чешке
- Грб
 Чешке Републике 
 (1992-данас)
- Мањи грб
 Чешке Републике

## Грбови историјских земаља Чешке
- Историјски грб
 Бохемије
- Историјски грб
 Моравске
- Историјски грб
 Шлезије

## Историјски грбови Чешке
- Грб
 Чешке кнежевине 
 (870–1198)
- Грб
 Краљевине Бохемије 
 (1198–1918)
- Грб
 Прве (1918–1938) и 
 Друге (1938–1939) 
 Чехословачке Републике
- Грб
 Протектората Чешке и Моравске 
 (1939–1945)
- Грб
 Треће Чехословачка Република 
 (1945–1948)
- Грб
 Чехословачке СР 
 (1948–1989)

## Грбови крајева Чешке
- Грб
 Главног града Прага
- Грб
 Средњочешког краја
- Грб
 Јужночешког краја
- Грб
 Плзењског краја
- Грб
 Карловарског краја
- Грб
 Устечког краја
- Грб
 Либеречког краја
- Грб
 Краловехрадечког краја
- Грб
 Пардубичког краја
- Грб
 Краја Височина
- Грб
 Јужноморавског краја
- Грб
 Оломоучког краја
- Грб
 Злинског краја
- Грб
 Моравско-Шлеског краја